# 갈리시아주
갈리시아 광역자치주(갈리시아어: Comunidade Autónoma de Galicia, 스페인어: Comunidad Autónoma de Galicia)은 스페인 서북부에 있는 주다. 갈리시아어와 에스파냐어가 공용어이다.

## 역사
갈리시아란 이름은 라틴어의 갈라이키아에서 유래되었다. 1978년에 에스파냐의 자치지역으로 인정받았다.

## 지리
이베리아반도의 최북서단에 위치해 있다. 남쪽은 포르투갈, 동쪽은 카스티야레온과 아스투리아스, 서쪽과 북쪽은 대서양에 접해 있다.

## 행정 구역
4개의 소자치주로 나뉜다.
- 라코루냐도
- 루고도
- 오렌세도
- 폰테베드라도

## 인구
| 연도        | 인구      | ±%     |
| ----------- | --------- | ------ |
| 1900        | 1,980,515 | —      |
| 1910        | 2,063,589 | +4.2%  |
| 1920        | 2,124,244 | +2.9%  |
| 1930        | 2,230,281 | +5.0%  |
| 1940        | 2,495,860 | +11.9% |
| 1950        | 2,604,200 | +4.3%  |
| 1960        | 2,602,962 | −0.0%  |
| 1970        | 2,683,674 | +3.1%  |
| 1981        | 2,811,942 | +4.8%  |
| 1991        | 2,731,669 | −2.9%  |
| 2001        | 2,695,880 | −1.3%  |
| 2011        | 2,772,928 | +2.9%  |
| 2017        | 2,710,607 | −2.2%  |
| Source: INE |           |        |

갈리시아인과 에스파냐인, 포르투갈인이 거주한다.

## 언어
갈리시아에서 사용되는 갈리시아어(Galego)는 라틴어와 사촌지간되는 언어로, 에스파냐어보다는 포르투갈어과 가까운 언어이다. 4세기 동안 갈리시아어는 갈리시아의 유일한 공용어였다. 하지만 20세기말에 갈리시아어는 에스파냐의 공식어 지위를 얻게 되었고, 에스파냐어와 갈리시아어가 갈리시아에서 사용되었다.
초기 갈리시아포르투갈어(Galego-Português)는 갈리시아어와 포르투갈어로 나뉘었으며, 이 두 개 언어는 갈리시아와 포르투갈에서 사용된다.